# Joseph Dall’Abaco
Giuseppe Marie Clemens Dall’Abaco (auch: Joseph Clemens Ferdinand dall'Abaco); (* 27. März 1710 in Brüssel; † 31. August 1805 in Arbizzano di Valpolicella, Provinz Verona) war ein italienischer Cellist und Komponist.

## Leben
Geboren wurde Joseph Marie Clemens Dall’Abaco 1710 in Brüssel als Sohn des Komponisten Evaristo Dall’Abaco. Dieser stand in enger Beziehung zu Kurfürst Joseph Clemens von Bayern, der später Pate von Dall’Abacos Sohn wurde. Seinen ersten Musik- und Cellounterricht erhielt Joseph von seinem Vater. In seiner Jugend unternahm er von München aus eine Studienreise nach Venedig und Oberitalien. Nachdem in München keine Stelle für ihn frei war, wurde er 1729 durch Kurfürst Clemens August von Bayern zum Hofcellisten am kurfürstlichen Bonner Hof  ernannt. 1738 erfolgte seine Ernennung zum Kammermusikdirektor und Kurfürstlichen Rat. 1740 bereiste er London und einige andere englische Städte. 1749 wurde in Wien ein Konzertstück für fünf Celli von ihm aufgeführt. Seine Zeit am Bonner Hof endete 1752 jäh, als sein Schwager, der Kriegskommissar Peter Cosman, mit der Kriegskasse durchbrannte. Auch eine andere Episode ist überliefert. Am 1. Dezember 1752 erhielt der Kurfürst Clemens August einen anonymen Brief. In diesem wird dall'Abaco beschuldigt, ein Giftattentat auf den Kurfürsten während einer anstehenden gemeinsamen Reise nach Bayern zu planen. Zwischen dem 8. und 19. Januar 1753 kam es zu einer gerichtlichen Untersuchung. Am Ende der Untersuchung konnte weder der anonyme Verfasser des Briefes gefunden, noch die Schuld dall'Abacos bewiesen werden. Dall’Abaco zog es daraufhin vor, nach Verona in die Heimatstadt seines Vaters zu ziehen. Um 1765 ging er nach Arbizzano di Valpollicella,  wo er den Rest seines Lebens verbrachte. Am 22. September 1766 wurde ihm vom bayrischen Kurfürsten der Adelstitel eines Barons verliehen.

## Werke
Dall’Abaco war in seiner Zeit vor allem als Cellist bekannt, er schrieb etwa 40 Cellosonaten, 11 Capriccios für Cello solo, die teils im Autograph erhalten sind, Triosonaten oder Orchestertrios und eine Kantate zum Namenstag von Kurfürst Clemens August. Die im galanten Stil gehaltenen Sonaten weisen aber trotzdem zahlreiche barocke Elemente auf, die er von seinem Vater übernahm.
Im Répertoire International des Sources Musicales RISM werden 19 Notenausgaben Joseph dall'Abacos geführt:
- Eine Oper ohne Titel. Nach Ulrich Iser wurde sie „vermutlich anlässlich der Eröffnung des neuen Theaters im Galeriebau des Bonner Schlosses 1751/1752 aufgeführt.“[5][6]
- 16 Sonaten für Violoncello und Basso continuo
- 2 Sonaten für 2 Violoncelli

Nancy Weaver Monsman beschreibt in ihrer Dissertation 12 weitere Cellosonaten, die im Manuskript erhalten sind und offenbar zur gemeinsamen Veröffentlichung konzipiert worden waren. Diese und die erwähnten 16 Sonaten sowie die 2 Duosonaten befinden sich in der British Library. Ansonsten seien nur noch 4 weitere bekannt. Die Sonaten sollen in den 1760ern vor 1766 komponiert worden sein.
In der Bayerischen Staatsbibliothek befindet sich ein Manuskript einer Sinfonia a tre parte.

## Notenausgaben
- Dall Abaco Joseph Clemens Ferdinand. Sonate Nr. 2  F-Dur für 2 Violoncelli. Herausgegeben von Jürgen Braun. Schott Music Cellobibliothek CB 118  ISMN 979-0-001-01737-4, 1976
- Joseph Marie Clément Ferdinand Dall’Abaco, Capricci for Violoncello solo. 1. Auflage herausgegeben von Christian Bellisario, Daniele Bianchi und Andrea Friggi. Urtext. The White Prince Edition WPE 103. ISMN M-700269-00-5

## Einspielungen
- 11 Capricci für Violoncello solo. Kristin von der Goltz, Violoncello. Raumklang. 2005
- 11 Capricci für Violoncello solo. In: Evaristo Felice Dall'Abaco, Joseph Marie Clément Dall'Abaco – Padre E Figlio - Capricci & Altri Canzoni.  Bruno Cocset, Violoncello. Agogique  AGO011. 2013
- 11 Capricci für Violoncello solo, Estelle Revaz, Solo Musikca SM469, 2024